# Илия Крантев
Илия В. Крантев е български учител, деец на Вътрешната македоно-одринска революционна организация.

## Биография
Илия Крантев е роден в 1873 година в село Скребатно, тогава в Османската империя. В 1898 годна завършва първия випуск на българското педагогическо училище в Скопие и става учител. Влиза във ВМОРО.
При избухването на Балканската война е доброволец в Македоно-одринското опълчение, служи в четата на Стоян Мълчанков, в четата на Георги Мяхов и нестрооева рота на 13 кукушка дружина. Награден е с бронзов медал с корона.